# Phil Spalding
Philip „Phil“ Spalding (* 19. November 1957 in London, England; † 5. Februar 2023) war ein britischer Bassist. Er war ein namhafter Session-Musiker und hat mit Künstlern wie Mick Jagger, Seal, Elton John, Randy Crawford und Mike Oldfield zusammengearbeitet. Spalding war Mitglied der Band GTR. Sein Hauptinstrument war der Fender Precision Bass.

## Leben
Als Kind war Spalding zunächst ein erfolgreiches Model und wirkte in Fernsehwerbungen mit. Später arbeitete er als IT-Techniker bei einer Bank, bevor er sich 1976 der Band des Rockmusikers Bernie Tormé und kurz darauf den Original Mirrors anschloss.
Im Dezember 1980 ging er ein Engagement bei der Sängerin Toyah ein, das bis 1983 bestand. Mit Toyahs Band schrieb er Songs, spielte sie im Studio ein und ging auf Tour. Danach wurde er Mitglied einer erfolgreichen, aber kurzlebigen Rock-Supergroup namens GTR um die Gitarristen Steve Hackett und Steve Howe.
Für Mike Oldfield war er Session-Musiker auf dem Album Crises und Tour-Musiker für das Album Discovery. Er spielte den Bass bei Oldfields bekanntester Single Moonlight Shadow ein. Bei der Aufnahme verwendete Spalding auf kurzfristige Entscheidung Oldfields hin eine bundlose Variante des Fender Precision Bass. Nach eigenen Berichten war Spalding durch diese Instrumentenwahl zunächst verunsichert. Schließlich kam ihm jedoch die verwendete Tonart E-Dur zugute, in der die wesentlichen Bass-Töne mit den Punktmarkierungen auf dem Griffbrett übereinstimmen.
Danach spielte Spalding für Michel Polnareff, Suggs, Robbie Williams, Kylie Minogue und Simon Townshend. Zudem nahm er die Bass-Spuren für den Soundtrack zum Animationsfilm Der König der Löwen auf.
Spalding betrieb eine Website, auf der er ausführliche und anekdotenreiche Erlebnisberichte aus seinen Studio- und Live-Engagements bereitstellte.
Er starb im Februar 2023 im Alter von 65 Jahren.

## Engagement
Nach einer Hepatitis-C-Erkrankung engagierte sich Spalding für die Belange von Betroffenen dieser Krankheit. Im Juli 2008 trat er in den BBC Oxford News auf, um eine Impfstudie zu bewerben. In Swindon gründete er eine Unterstützergruppe für Hepatitis-C-Positive und arbeitete zudem mit der gemeinnützigen Organisation Liver4Life zusammen, um die Aufmerksamkeit für die Krankheit zu erhöhen.